# Jur Vrieling
Jur Vrieling (Slochteren, 31 de julho de 1969) é um ginete holandês, especialista em saltos. 

## Carreira
Jur Vrieling representou seu país nos Jogos Olímpicos de 2012, na qual conquistou a medalha de prata nos saltos por equipe. 